# Локоротондо
Локоротондо (італ. Locorotondo) — муніципалітет в Італії, у регіоні Апулія, метрополійне місто Барі.
Локоротондо розташоване на відстані близько 430 км на схід від Рима, 60 км на південний схід від Барі.
Населення — 14 265 осіб (2014).
Щорічний фестиваль відбувається 16 серпня, 23 квітня. Покровитель — святий Рох.

## Демографія
Населення за роками:

Станом на 1 січня 2023 року в муніципалітеті офіційно проживали 573 іноземці з 43 країн, серед них 85 громадян країн Євросоюзу та 2 громадяни України.

## Сусідні муніципалітети
- Альберобелло
- Чистерніно
- Фазано
- Мартіна-Франка